# Antoniushof
Antoniushof, (en luxembourgeois : Antoniushaff ), est un lieu-dit de la commune luxembourgeoise de Wincrange.